# Jack Conger
Jack Conger (Rockville (Maryland), 26 september 1994) is een Amerikaanse zwemmer. Hij vertegenwoordigde zijn vaderland op de Olympische Zomerspelen 2016 in Rio de Janeiro.

## Carrière
Op de 2016 US Olympic Trials in Omaha (Nebraska) kwalificeerde Conger zich, op de 4×200 meter vrije slag, voor de Olympische Zomerspelen 2016 in Rio de Janeiro. In Brazilië zwom hij samen met Clark Smith, Gunnar Bentz en Ryan Lochte in de series, in de finale werd Lochte samen met Conor Dwyer, Townley Haas en Michael Phelps olympisch kampioen. Voor zijn aandeel in de series werd Conger beloond met eveneens de gouden medaille.

## Internationale toernooien
| Jaar | Olympische Spelen                               | WK langebaan | WK kortebaan | PanPacs                                                      | Pan-Ams       |
| ---- | ----------------------------------------------- | --- | --- | ------------------------------------------------------------ | ------------- |
| 2016 | 4×200m vrije slag · Conger zwom enkel de series | | geen deelname |                                                              |               |
| 2017 |                                                 | 5e 200m vlinderslag · 4x200m vrije slag                                                                                 | |                                                              |               |
| 2018 |                                                 | | 7e 100m vlinderslag · 4x50m vrije slag · 4e 4x200m vrije slag · Conger zwom enkel de series · 4x50m wisselslag · Conger zwom enkel de series · 4x100m wisselslag · Conger zwom enkel de series | 13e 200m vrije slag · 100m vlinderslag · 7e 200m vlinderslag |               |
| 2019 |                                                 | 9e 100m vlinderslag · 4x200m vrije slag · Conger zwom enkel de series · 4x100m wisselslag · Conger zwom enkel de series | |                                                              | geen deelname |

## Persoonlijke records
Bijgewerkt tot en met 2 juli 2016
Langebaan
| Afstand          | Tijd    | Datum           | Plaats      |
| ---------------- | ------- | --------------- | ----------- |
| 100m vrije slag  | 49,02   | 8 juli 2015     | Gwangju     |
| 200m vrije slag  | 1.45,77 | 28 juni 2016    | Omaha       |
| 100m rugslag     | 54,04   | 16 juli 2013    | Kazan       |
| 200m rugslag     | 1.55,47 | 15 juli 2013    | Kazan       |
| 100m vlinderslag | 51,26   | 2 juli 2016     | Omaha       |
| 200m vlinderslag | 1.54,54 | 7 augustus 2015 | San Antonio |

## Tankstationincident
Op 14 augustus 2016 bracht de New York Times het nieuws naar buiten dat Conger samen met Amerikaanse olympische zwemmers Gunnar Bentz, Ryan Lochte en Jimmy Feigen slachtoffer was van een gewapende roofoverval bij een tankstation. Uit politieonderzoek bleek echter dat de zwemmers de overval verzonnen hadden. Camerabeelden van een tankstation lieten zien dat de vier Amerikanen zelf vernielingen aanrichtten en daarna een conflict kregen met de bewakers van het tankstation. Uit beelden van de beveiligingscamera's van het olympische dorp bleek dat de vier zwemmers onaangedaan en in het bezit van hun waardevolle spullen waren teruggekeerd. Op 18 augustus 2016 werden Conger en Bentz vlak voor hun vertrek uit het vliegtuig gehaald door de Braziliaanse federale politie, Ryan Lochte was op dat moment al teruggevlogen naar de VS. Jimmy Feigen betaalde 11.000 dollar aan een goed doel (het Reaction Institute, een Braziliaans goed doel dat arme kinderen in staat stelt te sporten), om onder verdere vervolging uit te komen. Het incident zorgde wereldwijd voor grote verontwaardiging. Op 8 september 2016 werd bekend dat Conger vier maanden geschorst werd voor zijn aandeel in het tankstationincident.